# 1940

## Събития
- 12 март – край на Зимната война
- 7 септември – подписана Крайовската спогодба, с която Южна Добруджа се връща на България.
- 13 август – Започва Операция „Атаката на орела“. Денят е известен като Adlertag – Денят на орела.
- 27 септември – Подписан е Тристранният пакт.
- 28 октомври – Втора световна война: Гърция отхвърля нотата на Мусолини за доброволното предаване на страната (ΟΧΙ). Започват неуспешните военни опити на италианските сили за окупирането на Гърция.

## Родени
- Александър Георгиев, български художник
- Дмитрий Пригов, руски поет и художник
- Майкъл Хер, американски писател
- Михаил Ромадин, руски художник
- Томас Харис, американски писател
- Хуго Вутен, белгийскитайски писател, лауреат на Нобелова награда за литература през 2000 г.
- 11 януари – Венелин Живков, български учен
- 18 януари – Милош Зяпко, български писател († 1990 г.)
- 18 януари – Недялко Йорданов, български поет и драматург
- 18 януари – Ива Дзаники, италианска певица и телевизионна водеща
- 22 януари – Джон Хърт, британски актьор († 2017 г.)
- 27 януари – Бернд Йенцш, немски писател
- 2 февруари – Томас Диш, американски писател и предприемач († 2008 г.)
- 4 януари – Гао Синдзиен, китайски писател
- 9 февруари – Джон Максуел Кутси, южноафрикански писател
- 19 февруари – Сапармурад Ниязов, президент на Туркменистан
- 20 февруари – Джими Грийвс, английски футболист
- 23 февруари – Здравко Велев, български дипломат
- 24 февруари – Денис Лоу, шотландски футболист († 2025 г.)
- 28 февруари – Марио Андрети, Световен шампион във Формула 1
- 29 февруари – Вартоломей I, Вселенски патриарх
- 2 март – Фредерик ван Зейл Слаберт, южноафрикански политик († 2010 г.)
- 4 март
  - Сава Хашъмов, български актьор († 2012 г.)
  - Бобомурод Хамдамов, узбекски и туркменски певец
- 6 март – Уилям Фергюсън, южноафрикански автомобилен състезател
- 10 март – Чък Норис, седемкратен световен шампион по карате за професионалисти, холивудски киноактьор
- 14 март – Петър Берон, български учен и политик
- 16 март – Бернардо Бертолучи, италиански режисьор
- 21 март – Соломон Бърк, американски соул певец († 2010 г.)
- 23 март – Ристо Шишков, югославски актьор
- 25 март – Мина Мацини, италианска певица
- 26 март
  - Джеймс Каан, американски актьор († 2022 г.)
  - Нанси Пелоси, американски политик
- 30 март – Уве Тим, немски писател
- 1 април – Вангари Маатаи, кенийска еколожка, Нобелов лауреат († 2011 г.)
- 2 април – Пейчо Пеев, български шахматист
- 9 април – Ханс-Йоахим Реске, германски лекоатлет
- 13 април – Макс Моузли, президент на ФИА
- 16 април
  - Ролф Дитер Бринкман, немски поет († 1975 г.)
  - Кеазим Исинов, български художник († 2023 г.)
- 25 април – Ал Пачино, американски актьор
- 30 април – Трендафилка Немска, българска тонрежисьорка
- 5 май – Ланс Хенриксен, американски актьор
- 11 май – Иван Славков, български спортен и футболен деятел, дългогодишен директор на БНТ († 2011 г.)
- 15 май – Карлос Билики, аржентински шахматист
- 24 май
  - Йосиф Бродски, руски поет, лауреат на Нобелова награда за литература през 1987 г. († 1996 г.)
  - Кристоф Волф, немски музиколог
  - Христина Лютова, българска народна певица († 2020 г.)
- 2 юни – Константинос II, гръцки крал († 2023 г.)
- 8 юни – Нанси Синатра, американска певица и актриса
- 13 юни – Гойко Митич, югославски актьор
- 17 юни – Джордж Акерлоф, американски икономист
- 18 юни – Мирям Преслер, немска писателка
- 22 юни – Симеон Нинов, български футболист
- 23 юни – Стюарт Сътклиф, музикант и художник
- 28 юни – Мухамад Юнус, бангладешки предприемач
- 2 юли – Георги Иванов, първият български космонавт
- 6 юли – Нурсултан Назарбаев, президент на Казахстан (1991 – 2019)
- 7 юли – Ринго Стар, британски музикант
- 5 август – Ивайло Знеполски, български философ и изкуствовед († 2023 г.)
- 14 август – Артър Лафер, американски икономист
- 23 август – Николай Колев, български етнолог
- 28 август – Никола Манев, български художник
- 5 септември
  - Ракел Уелч, американска актриса
  - Христо Дишков, български футболист
- 7 септември – Абдураман Уахид, индонезийски политик († 2009 г.)
- 11 септември
  - Нон Дук Ман, виетнамски политик
  - Брайън Де Палма, американски кинорежисьор
- 14 септември – Венцеслав Константинов, български писател и преводач
- 15 септември – Норман Спинрад, американски писател
- 25 септември – Тим Северин, британски писател и пътешественик († 2020 г.)
- 26 септември – Владимир Савон, украински шахматист († 2005 г.)
- 9 октомври – Джон Ленън, британски музикант († 1980 г.)
- 21 октомври – Абил Билялов, български футболист
- 23 октомври – Пеле, бразилски футболист († 2022 г.)
- 24 октомври – Харди, български илюзионист († 2015 г.)
- 28 октомври – Михаил Карушков, български футболист
- 30 октомври – Мария Петрова, шлагерна певица, изпълнителка на стари градски песни († 2023 г.)
- 2 ноември – Богдан Богданов, класически филолог, университетски мениджър († 2016 г.)
- 16 ноември – Веселин Джигов, български народен певец от Родопската фолклорна област († 2002 г.)
- 17 ноември – Йордан Мутафчиев, български военен, политик и дипломат
- 19 ноември – Катя Костова, българска художничка
- 21 ноември – Ричард Марчинко, американски офицер
- 22 ноември – Тери Гилиъм, американски актьор и режисьор
- 27 ноември – Брус Лий, майстор на бойните изкуства и актьор († 1973 г.)
- 4 декември – Георги Костов, български писател и преводач
- 21 декември – Франк Запа, американски композитор, певец, режисьор и сатирик
- 22 декември – Георги Аяновски, писател от Република Македония
- 23 декември
  - Емил Димитров, български поп певец, музикант и композитор († 2005 г.)
  - Никола Радев, български писател
- 24 декември – Джанет Карол, американска актриса
- 26 декември – Цветан Петров, инженер и краевед
- 29 декември – Бригите Кронауер, немска писателка

## Починали
- 27 януари – Исак Бабел, съветски новелист и драматург
- 21 февруари – Георги Абаджиев, български офицер (р. 1859 г.)
- 10 март – Михаил Булгаков, руски писател (р. 1891 г.)
- 16 март – Селма Лагерльоф, шведска писателка, лауреат на Нобелова награда за литература през 1909 г. (р. 1858 г.)
- 23 март – Димитър Станчов, български дипломат (р. 1863 г.)
- 26 март – Дан Колов, български борец (р. 1892 г.)
- 1 април – Стоян Брънчев, български лесовъд
- 2 април – Пенчо Георгиев, български художник (р. 1900 г.)
- 10 април – Сава Савов, български офицер (р. 1864 г.)
- 26 април – Карл Бош, Немски химик и индустриалец
- 18 май – Александър Филипов, български литературен критик
- 20 май – Вернер фон Хейденстам, шведски писател и поет
- 10 юни – Маркъс Гарви, общественик и интелектуалец
- 15 юни – Ернст Вайс, австрийски писател (р. 1882 г.)
- 22 юни г. – Валтер Хазенклевер, немски писател (р. 1890 г.)
- 23 юни – Вилхелм Щекел, австрийски лекар и психоаналитик
- 24 юни – Пенчо Райков, български химик
- 29 юни – Паул Клее, германски художник
- 15 юли – Робърт Уадлоу, най-високият човек живял някога (р. 1918 г.)
- 17 юли – Арнолдо Дзоки, италиански скулптор (р. 1862 г.)
- 2 август – Асен Траянов, български изследовател
- 15 август – Рафаил Попов, български историк и археолог
- 21 август – Лев Троцки, съветски политик (р. 1879 г.)
- 24 август – Паул Нипков, германски инженер
- 8 септември – Стефан Бобчев, български общественик, държавник и публицист (р. 1853 г.)
- 10 септември – Никола Иванов, български офицер (р. 1861 г.)
- 26 септември – Валтер Бенямин, немски философ, литературовед, есеист
- 29 септември – Никола Начов, български академик
- 5 октомври – Павел, български духовник и архиерей
- 14 октомври – Хайнрих Кайзер, германски физик
- 28 октомври – Николай Кун, руски историк и писател
- 2 ноември – Тодор Йончев, български учител
- 8 ноември – Артур Вирендел, белгийски инженер
- 9 ноември – Невил Чембърлейн, Министър-председател на Великобритания
- 14 ноември – Параскев Стоянов, български хирург и общественик
- 21 ноември – Сава Дацов, български икономист
- 24 ноември – Кинмочи Сайонджи, Министър-председател на Япония
- 9 декември – Пиетро Малети, италиански офицер
- 14 декември – Мария Георгиевна, гръцка принцеса
- 21 декември – Франсис Скот Фицджералд, американски писател (р. 1896 г.)

## Нобелови награди
- Физика – наградата не се присъжда
- Химия – наградата не се присъжда
- Физиология или медицина – наградата не се присъжда
- Литература – наградата не се присъжда
- Мир – наградата не се присъжда